# Jaime Collyer
Pour les articles homonymes, voir Collyer.
Jaime Collyer, né le 1er janvier 1955 à Santiago, est un écrivain et professeur chilien. 

## Œuvre

### Romans
- Los años perdidos (1986)
- El infiltrado (1989) Publié en français sous le titre El infiltrado, Paris, Gallimard, coll. « Série noire » no 2633, 2001  (ISBN 2-07-073731-4)
- Cien pájaros volando (1995)
- El habitante del cielo (2002)
- La fidelidad presunta de las partes (2009)

### Recueils de nouvelles
- Gente al acecho (1998)
- La bestia en casa (1998)
- Cuentos privados (2002)
- La voz del amo (2005)

### Littérature d'enfance et de jeunesse
- Hacia el nuevo mundo (1986)